# سيا ماكوما
سيا ماكوما (باليابانية: 毎熊 晟矢) (مواليد 16 أكتوبر 1997) هو لاعب كرة قدم ياباني.

## وصلات خارجية
- سيا ماكوما على موقع رابطة كرة القدم اليابانية للمحترفين (اليابانية)
- سيا ماكوما على موقع إي إس بي إن إف سي (الإنجليزية)
- سيا ماكوما على موقع قاعدة بيانات كرة القدم.إي يو (الإنجليزية)
- سيا ماكوما على موقع ناشيونال فوتبول تيمز (الإنجليزية)
- سيا ماكوما على موقع Soccerbase.com (لاعب) (الإنجليزية)
- سيا ماكوما على موقع Soccerway.com (الإنجليزية)
- سيا ماكوما على موقع عالم كرة القدم.نت (الإنجليزية)